# Schwartzia jimenezii
Schwartzia jimenezii är en tvåhjärtbladig växtart som först beskrevs av Paul Carpenter Standley, och fick sitt nu gällande namn av H.G. Bedell. Schwartzia jimenezii ingår i släktet Schwartzia och familjen Marcgraviaceae. Inga underarter finns listade i Catalogue of Life.